# Andelot-Blancheville
Andelot-Blancheville é uma comuna francesa na região administrativa de Grande Leste, no departamento de Haute-Marne. Estende-se por uma área de 33,18 km². Em 2010 a comuna tinha 875 habitantes (densidade: 26,4 hab./km²).